# Die Zaubergeige

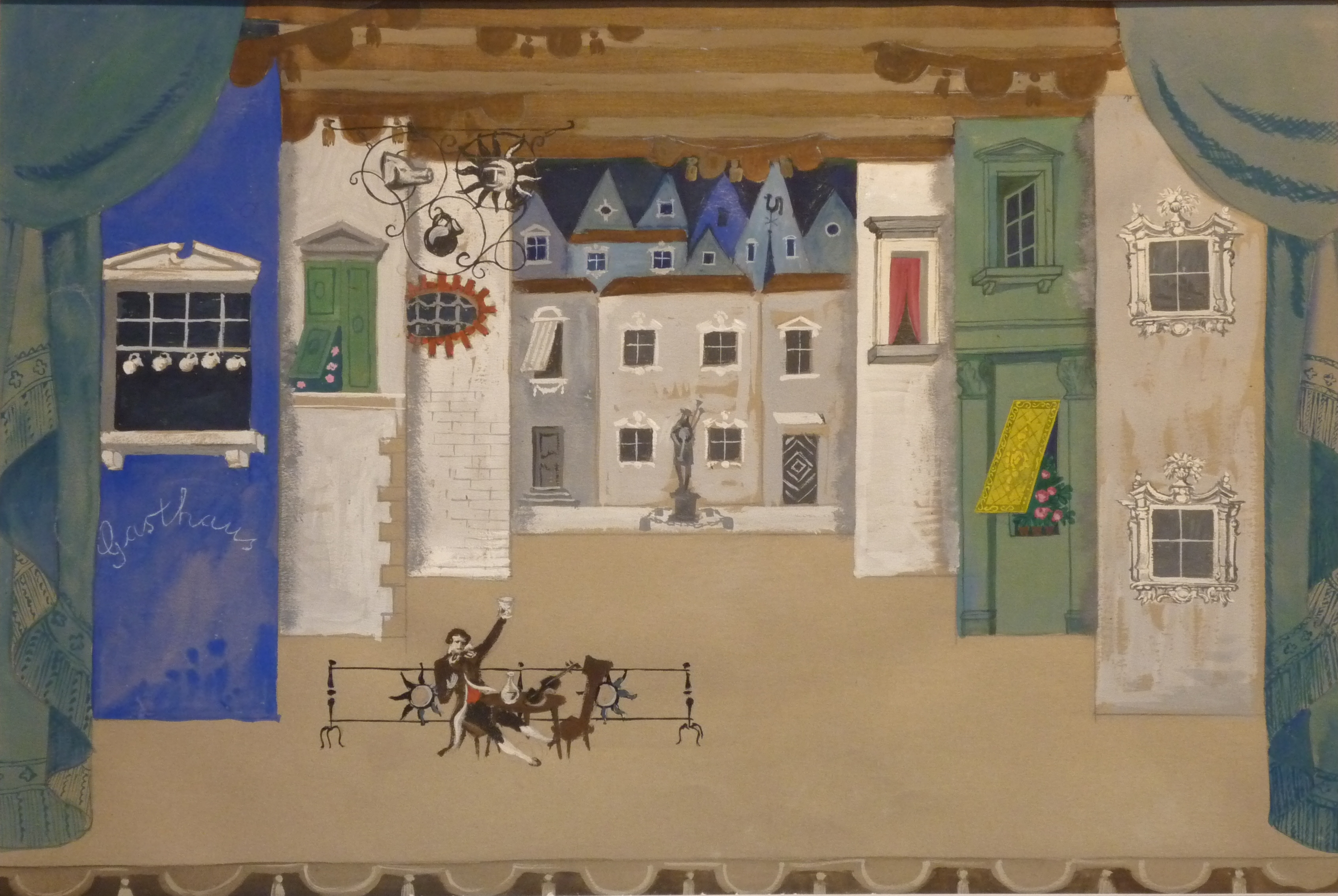
Scenbild till akt II från föreställning i München 1954.

Die Zaubergeige (Trollfiolen) är en tysk komisk opera i tre akter med musik av Werner Egk. Librettot skrevs av Egk i samarbete med Ludwig Andersen (pseudonym för Ludwig Strecker) efter marionetteaterpjäsen av Franz von Pocci (1868).

## Historia
Egk kände till Poccis pjäs från Marionettentheater Münchener Künstler och skrev librettot med hjälp av Ludwig Strecker som var förläggare på Schott Verlag. Operan hade premiär den 22 maj 1935 på Opernhaus i Frankfurt am Main. 1953 reviderade Egk operan. 

## Personer
- Kaspar (baryton)
- Gretl (sopran)
- Bonden (bas)
- Ninabella (sopran)
- Amandus (tenor)
- Guldensack (bas)
- Cuperus (bas)
- Fangauf (tenor)
- Schnapper (bas)
- Borgmästaren (talroll)
- Domaren (talroll)
- Två lakejer (talroller)
- En officer (talroll)
- Elementarandar, gäster, tjänare, rättstjänare (kör, balett och statister)

## Handling
Kaspar är missnöjd med sin tillvaro som livegen. Han tar farväl av sin älskade Gretl och beger sig ut i världen efter äventyr. Under färden ger han bort sina tre sista mynt till en tiggare. Men tiggaren visar sig vara jordanden Cuperus och ger Kaspar en förtrollad fiol som endast fungerar om spelaren avsäger sig all kärlek. Kaspar prövar instrumentet på den rike svindlaren Guldensack och tvingar honom att dansa tills han kollapsar. Kaspar blir berömd virtuos och kallar sig Spagatini. Han stöter på Guldensack och även Gretl men förhåller sig oberörd. Gretls matmor Ninabella förför Kaspar som bryter sitt kärlekslöfte. Än värre arresteras han för rån och fiolen mister sin kraft. Han döms till hängning. Cuperus dyker upp för att rädda situationen men denna gång nekar Kaspar att använda fiolen. I stället väljer han Gretl och ett stilla familjeliv.